# Kaan Müjdeci
Hüseyin Kaan Müjdeci, né à Ankara (Turquie) le 24 septembre 1980, est un réalisateur et scénariste turc.
Il est le lauréat du Grand prix du jury à la 71e Mostra de Venise avec son premier long métrage Sivas, sorti en 2014.

## Filmographie partielle

### Au cinéma
- 2014 : Sivas